# Biblioteca Publică din New York
Biblioteca Publică din New York (New York Public Library, NYPL) este un sistem de biblioteci publici din New York. Cu aproape 53 de milioane de materiale, Biblioteca Publică din New York este a doua cea mai mare bibliotecă publică din Statele Unite ale Americii (după Biblioteca Congresului) și a patra cea mai mare din lume. Ea este o corporație non-profit privată, neguvernamentală, administrată independent și beneficiind de finanțare publică și privată. Biblioteca are filiale în districtele Manhattan, Bronx și Staten Island și afilieri cu bibliotecile academice și profesionale din zona metropolitană a statului New York. Celelalte două districte ale orașului New York, Brooklyn și Queens, sunt deservite de către Biblioteca Publică din Brooklyn și, respectiv, de Biblioteca din Queens. Bibliotecile filiale sunt deschise publicului larg. Biblioteca Publică din New York Public are, de asemenea, patru biblioteci de cercetare, care sunt deschise publicului larg.
Biblioteca, denumită oficial The New York Public Library, Astor, Lenox and Tilden Foundations, a fost dezvoltată în secolul al XIX-lea prin unirea mai multor biblioteci cu sprijinul financiar al unor filantropi americani.